# Basamento (meccanica)

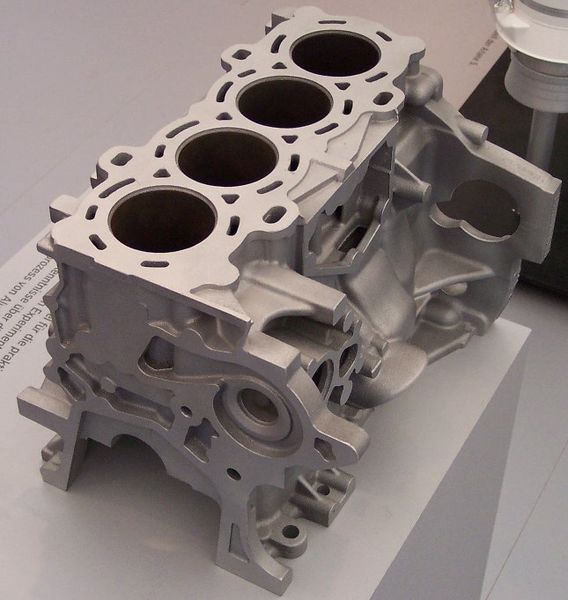
Basamento superiore, detto anche monoblocco

Il basamento è presente in tutti i motori a combustione interna ed è un componente fondamentale per il motore, specifico di quella zona e funzione, tale componente si può anche chiamare carter motore.

## Funzione
Il basamento oltre a essere un componente nel quale sono ricavati i supporti di banco sui quali ruota l'albero a gomiti, deve essere stagno per evitare che entrino impurità e si garantisca il giusto lavoro al motore, inoltre si trovano gli ancoraggi per fissare il motore al telaio, alla scatola del cambio e nel caso di loro presenza anche agli organi sussidiari come l'alternatore, la pompa del servosterzo o compressore del climatizzatore e la pompa dell'acqua.

### Varianti
Talvolta il basamento invece che essere costituito da due coperchi e presentare le bancate, il coperchio superiore e cilindri vengono costruiti in un pezzo unico il "monoblocco" (generalmente utilizzato per i mezzi pluricilindrici).

## Tecniche costruttive
Viene costruito attraverso processo di fusione in terra o sabbia, in materiali come ghisa o in lega d'alluminio.

## Per il motore 2T a carter-pompa
Il basamento in questo caso è costituito dai carter-pompa e ha una funzione extra, quella di contenere la miscela aria/benzina/olio, prima che questa venga immessa nel cilindro, infatti una volta che il basamento (in questo caso anche carter pompa) ha ricevuto la miscela, tramite l'azione di depressione creata dal pistone con il suo movimento dal PMI al PMS, questa miscela verrà compressa sempre dal movimento del pistone, ma con movimento dal PMS al PMI, in modo che quando il pistone scopra le luci di travaso, questa miscela si porti automaticamente dal basamento al cilindro.
Questo tipo di carter riceve l'olio necessario al funzionamento degli organi che accoglie al suo interno tramite l'olio contenuto nella miscela aria/benzina.

## Per il motore 4T
Il basamento -in questo caso, e in alcuni particolari tipi di motori a due tempi- è composto anche dalla coppa, una sorta di "coperchio" inferiore che ha la funzione di serbatoio dell'olio; in questi motori, tale basamento crea una camera stagna all'interno della quale si verifica una compressione nel momento della discesa del pistone. Ciò può essere un ostacolo al normale lavoro del pistone, poiché la resistenza alla compressione dell'aria che si trova nella coppa ostacola la spinta del pistone data dalla combustione della miscela aria-carburante, che avviene nella camera di combustione, e ciò riduce lo sfruttamento del fenomeno stesso.

Per questo motivo si cerca di creare motori plurifrazionati con finestrature di collegamento tra di loro, in modo che l'aria si sposti da sotto un pistone all'altro senza subire compressioni e decompressioni, passando attraverso delle finestrature che si hanno sotto i cilindri, che nei modelli più sportivi arrivano ad ampiezze elevate.
Il movimento dell'aria al di sotto dei cilindri permette di iniettare l'olio in maniera più veloce sulle pareti del cilindro, ma può modificarne la direzione e le quantità per lato, per questo per aver un rendimento ancora migliore sia la lubrificazione che di resa termica, nei motori sportivi si tiene il basamento depressurizzato (0,4 atmosfere al di sotto della pressione atmosferica, pari a 1).
Questa depressurizzazione si può ottenere tramite la fuoriuscita dell'aria, usando specifici macchinari o nel caso il motore non sia plurifrazionato o sprovvisto di finestrature, si può utilizzare una speciale valvola "PCV" (non è presente in tutti i motori), la quale fa fuoriuscire l'aria, quando questa viene troppo compressa e ne evita il reflusso, in modo da avere una pressione sempre minore alla risalita del pistone o tramite pompe di recupero.
Questa valvola risulta necessaria per ridurre gli effetti indotti dal "blow-by", che avviene al momento di pressione massima nella camera di combustione, dove i gas combusti vengono spinti nel basamento, passando oltre le fasce elastiche e superando il pistone, come conseguenza si ha la modifica della capacità lubrificante e si aumenta la pressione nel carter, riducendo l'efficienza di pompaggio.
In alternativa si può sigillare il carter, in modo del tutto analogo ai motori a due tempi, per sfruttare questo pompaggio dell'aria sotto i pistoni per poter lubrificare il motore senza l'ausilio di pompe a lobi, soluzione adoperata da Husaberg e Husqvarna.